# Virginia Slims of Tucson 1972
Il Virginia Slims of Tucson 1972 è stato un torneo femminile di tennis giocato sul cemento. È stata la 1ª edizione del torneo, che fa parte del Virginia Slims Circuit 1972. Si è giocato a Tucson negli USA, dal 17 al 24 aprile 1972.

## Campionesse

### Singolare
Billie Jean King ha battuto in finale  Françoise Dürr con il punteggio di 6–0, 6–3

### Doppio
Kerry Harris /  Karen Krantzcke hanno battuto in finale  Françoise Dürr /  Judy Tegart con il punteggio di 6–3, 6–7, 6–3